# Marchio di forma
Il marchio di forma è un marchio che ha come oggetto proprio la forma del prodotto, parte di esso o la sua confezione.

## Fonti interne
In Italia è disciplinato nello specifico dall’articolo 7 e dall’articolo 9 del CPI.
Secondo l’articolo 7 possono essere registrati come marchio d’impresa tutti i segni, compresa la forma o la confezione di un prodotto.
Secondo l’articolo 9 non possono costituire oggetto di registrazione come marchio d’impresa i segni che sono costituiti esclusivamente dalla forma imposta dalla natura stessa del prodotto, dalla forma del prodotto necessaria per ottenere un risultato tecnico o dalla forma che dà un valore sostanziale al prodotto. L’articolo 9 del CPI pone così dei divieti alla registrazione di una forma che trovano la loro ragion d’essere nell’evitare la formazione di monopoli.
Infatti, se un soggetto ottenesse la registrazione come marchio di una forma imposta dalla natura stessa del prodotto, o necessaria per ottenere un risultato tecnico o di una forma che dà un valore sostanziale al prodotto, beneficerebbe dell’uso esclusivo di essa, un uso che è potenzialmente illimitato nel tempo dato che la tutela del marchio si può rinnovare potenzialmente all’infinito.
Con la registrazione e il rinnovo di essa, il titolare avrebbe il monopolio “legale” su quella forma e ciò è contrario al principio di salvaguardia della libera concorrenza. Oltretutto, bloccherebbe l’andamento economico del mercato su larga scala. Ad esempio se fosse accolta la registrazione come marchio di forma una gomma per cancellare le matite, nessun altro potrebbe più produrla con la conseguenza che il titolare della registrazione sarebbe l’unico in Italia autorizzato a vendere gomme per cancellare.

## Requisiti
I requisiti per la registrazione di una forma come marchio sono quelli richiesti per il marchio in generale (capacità distintiva (Art. 13 CPI), novità (Art. 12 CPI), verità (Art. 14, 1 comma, lett. b CPI), liceità (Art. 14 CPI)) e quelli richiesti nello specifico per il marchio di forma. Questi ultimi si deducono indirettamente dai divieti posti dall’articolo 9 del CPI: “Non possono costituire oggetto di registrazione come marchio d'impresa i segni costituiti esclusivamente dalla forma imposta dalla natura stessa del prodotto, dalla forma del prodotto necessaria per ottenere un risultato tecnico, o dalla forma che dà un valore sostanziale al prodotto”. Ne consegue che tutte le forme che non ricadono in quei divieti possono essere regolarmente registrate.

## Giurisprudenza
Quando un segno è costituito esclusivamente dalla forma imposta dalla natura stessa del prodotto?
La giurisprudenza ha stabilito che, per forme imposte dalla natura stessa del prodotto, s’intendono le cd. “forme essenziali”, cioè quelle forme senza le quali il prodotto non si può nemmeno immaginare. Ad esempio la forma del pallone da football americano è essenziale perché ritenuta indispensabile per la pratica di quello specifico sport, ragione per cui non potrà mai essere registrata come marchio di forma. Ha stabilito inoltre che per forma necessaria non s’intende solo quella senza cui il prodotto non può esistere, ma anche quella che presenta delle caratteristiche che sono necessarie per il funzionamento di quel prodotto. Ad esempio, è stata negata la registrazione come marchio di forma del rasoio Remington con tre testine, perché sono state ritenute una forma e un numero necessario a garantire il funzionamento del rasoio.
Stessa valutazione è stata fatta per la gomma Pelikan, realizzata in lattice di caucciù di colore rosso e blu per cancellare matite e inchiostro. La giurisprudenza ha stabilito che la sua realizzazione con quel materiale e utilizzando quei colori, era strettamente necessaria per potere cancellare matite e inchiostro, pertanto non poteva essere registrata come marchio di forma.

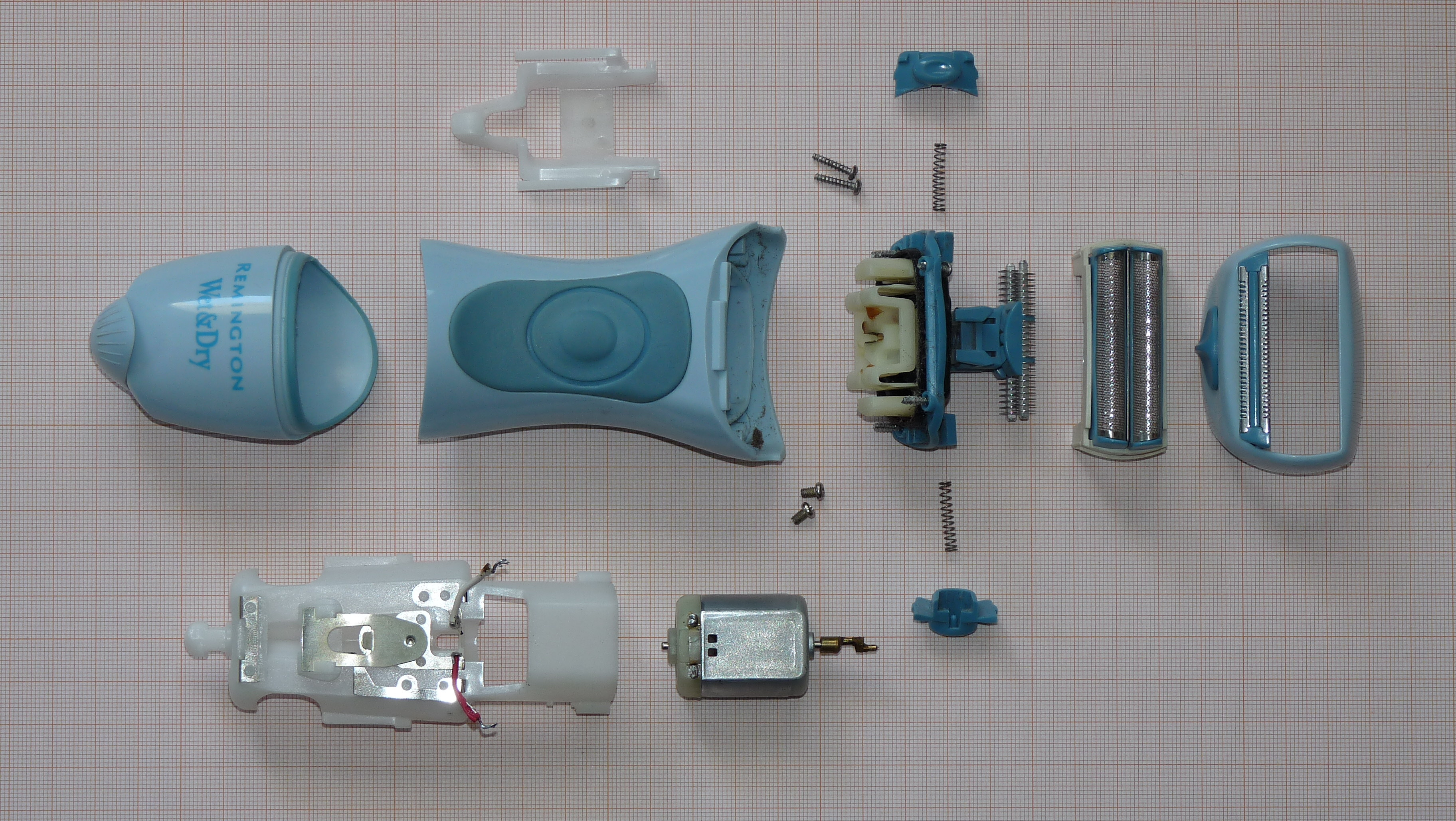
Rasoio Remigton
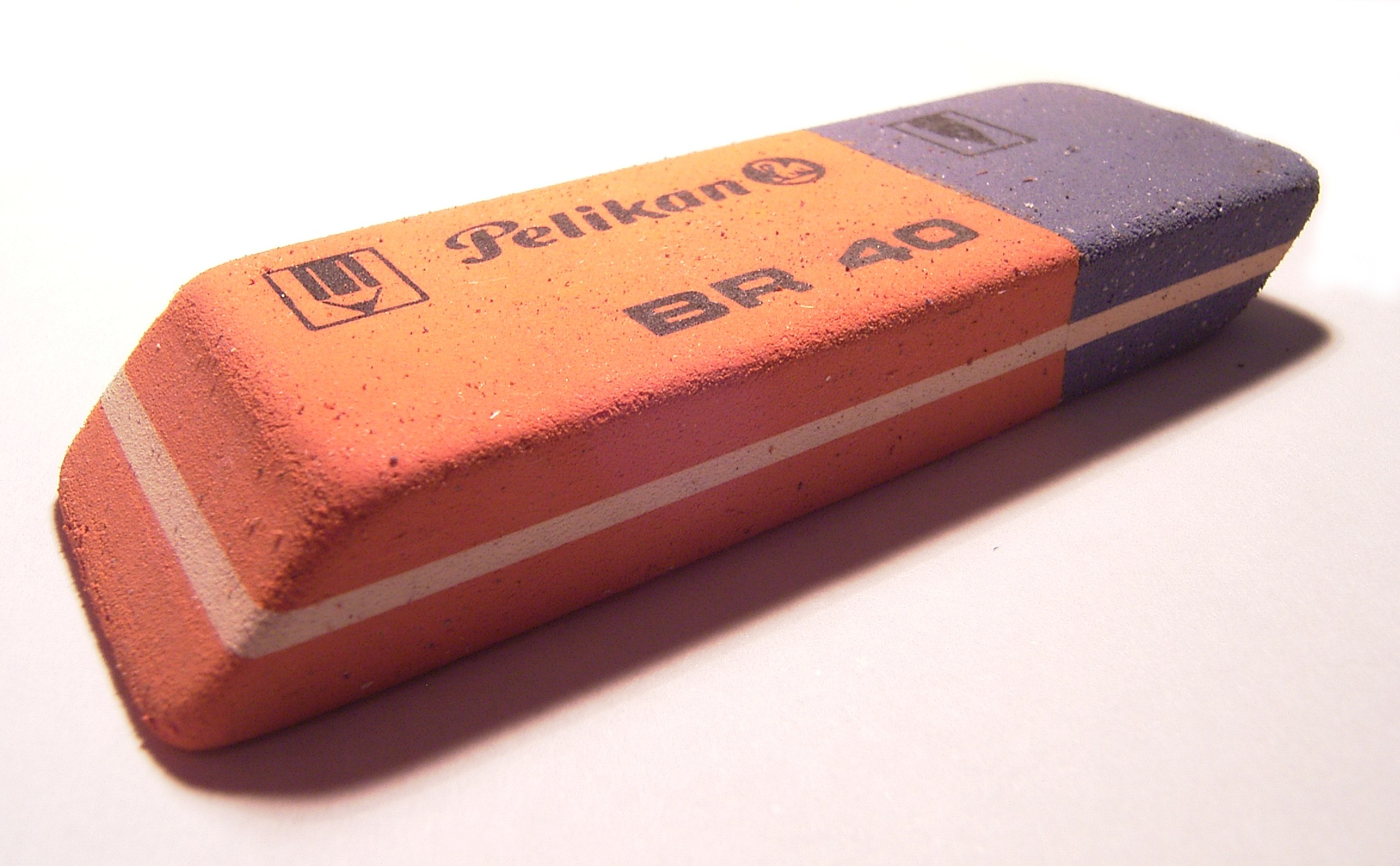
Gomma Pelikan
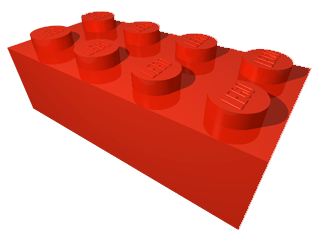
Mattoncino Lego

Quando una forma è necessaria per ottenere un risultato tecnico?
La giurisprudenza ha stabilito che si tratta delle forme utili, come ad esempio un frullatore o una impastatrice che devono avere necessariamente quella forma per realizzare la funzione per cui sono stati creati. Ad esempio, la richiesta di registrazione come marchio di forma dell’ovetto Kinder sorpresa è stata respinta perché l’ovetto è stato considerato una forma necessaria a svolgere la funzione del classico ovetto al cioccolato. Non poteva avere la forma di una barretta di cioccolato se era stato prodotto con l’intenzione di venderlo come ovetto.
Non è stata data rilevanza nemmeno ai colori dell’ovetto, bianco latte e marrone scuro, perché ritenuti descrittivi del cioccolato a base di latte e cioccolato, e pertanto considerati essenziali e comuni a tutti gli ovetti. Stessa sorte per il celebre mattoncino LEGO rosso, una forma ritenuta necessaria per conseguire il risultato tecnico per cui non registrabile come marchio di forma.
Diversa la decisione per il cioccolato svizzero Toblerone e il suo packaging, registrato come marchio comunitario (di forma) nel 1997. La sua forma a triangoli ripetuti, ispirati alle montagne delle Alpi Svizzere, è stata ritenuta arbitraria, non necessaria a ottenere un risultato tecnico, nonostante i triangolini servissero a tagliare porzioni equivalenti. Nel 2017 ha perso la sua capacità distintiva a causa della nuova versione.

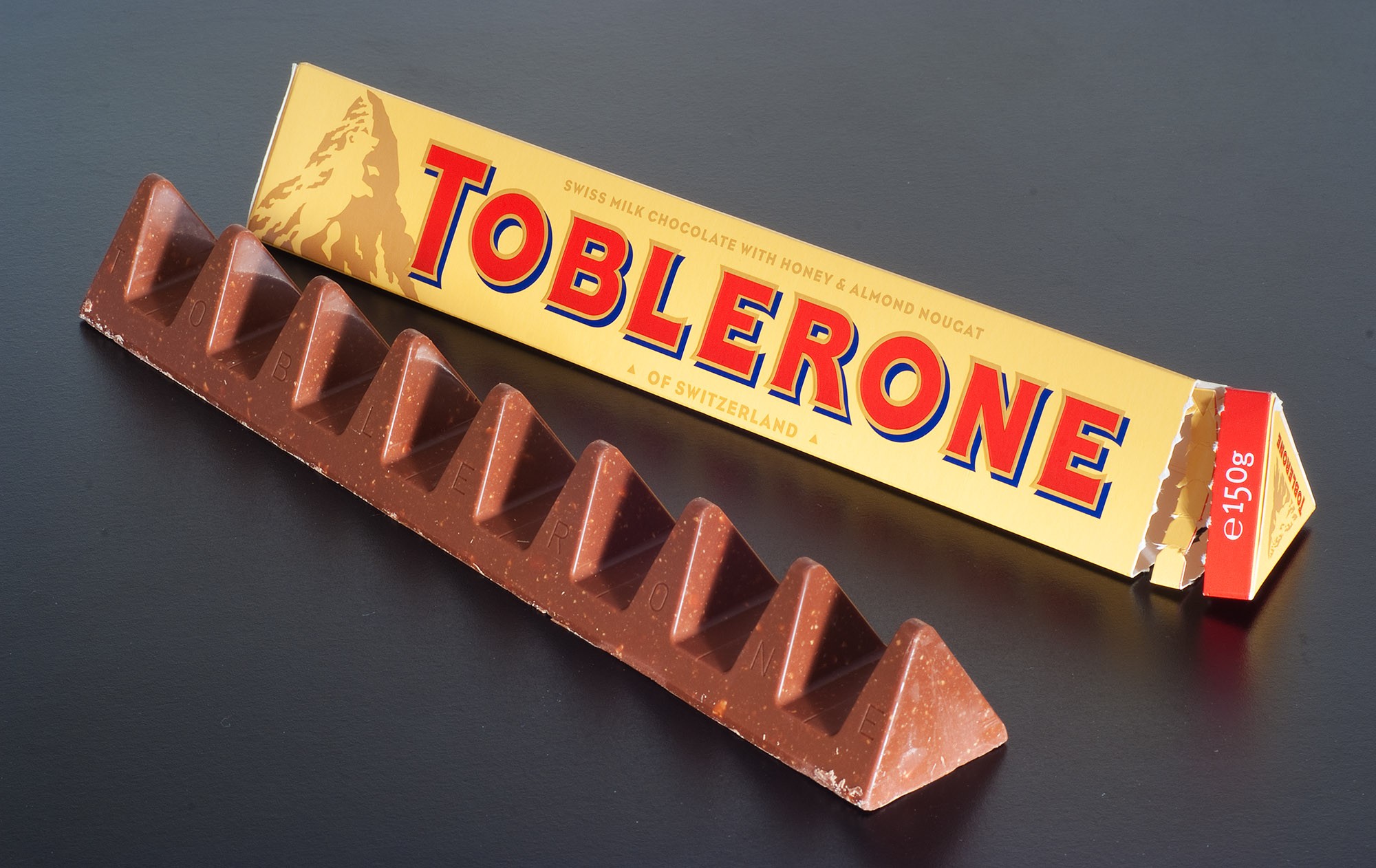
Toblerone

Quando la forma dà un valore sostanziale al prodotto?
La giurisprudenza ha stabilito che per valore sostanziale s’intende il fattore che rileva nella scelta d’acquisto, cioè la forma il cui valore estetico supera una determinata soglia di gradevolezza tale da indurre il consumatore all’acquisto. Non tutte le forme però ne sono dotate e non tutte quelle che ne sono dotate danno un valore sostanziale al prodotto. Occorre tenere conto di due fattori: la soglia di gradevolezza che dev’essere alta e il valore di mercato che assume quella forma per la sua particolare gradevolezza. Caso principe è la bottiglietta di vetro della Coca-Cola. La sua fama nel mondo ha incrementato in modo esponenziale il suo valore merceologico e ha dato un valore sostanziale al prodotto che non è affatto quello del divieto posto dall’art. 9 CPI, infatti la registrazione in Italia è stata accolta. Al contrario è stata negata la registrazione alla bottiglia di birra Corona, tradizionalmente consumata con una fetta di limone per esaltarne il gusto. È stata considerata una semplice combinazione di elementi, ognuno dei quali utilizzato per una presentazione molto comune nel mercato dei soft drink, pertanto privo di capacità distintiva.

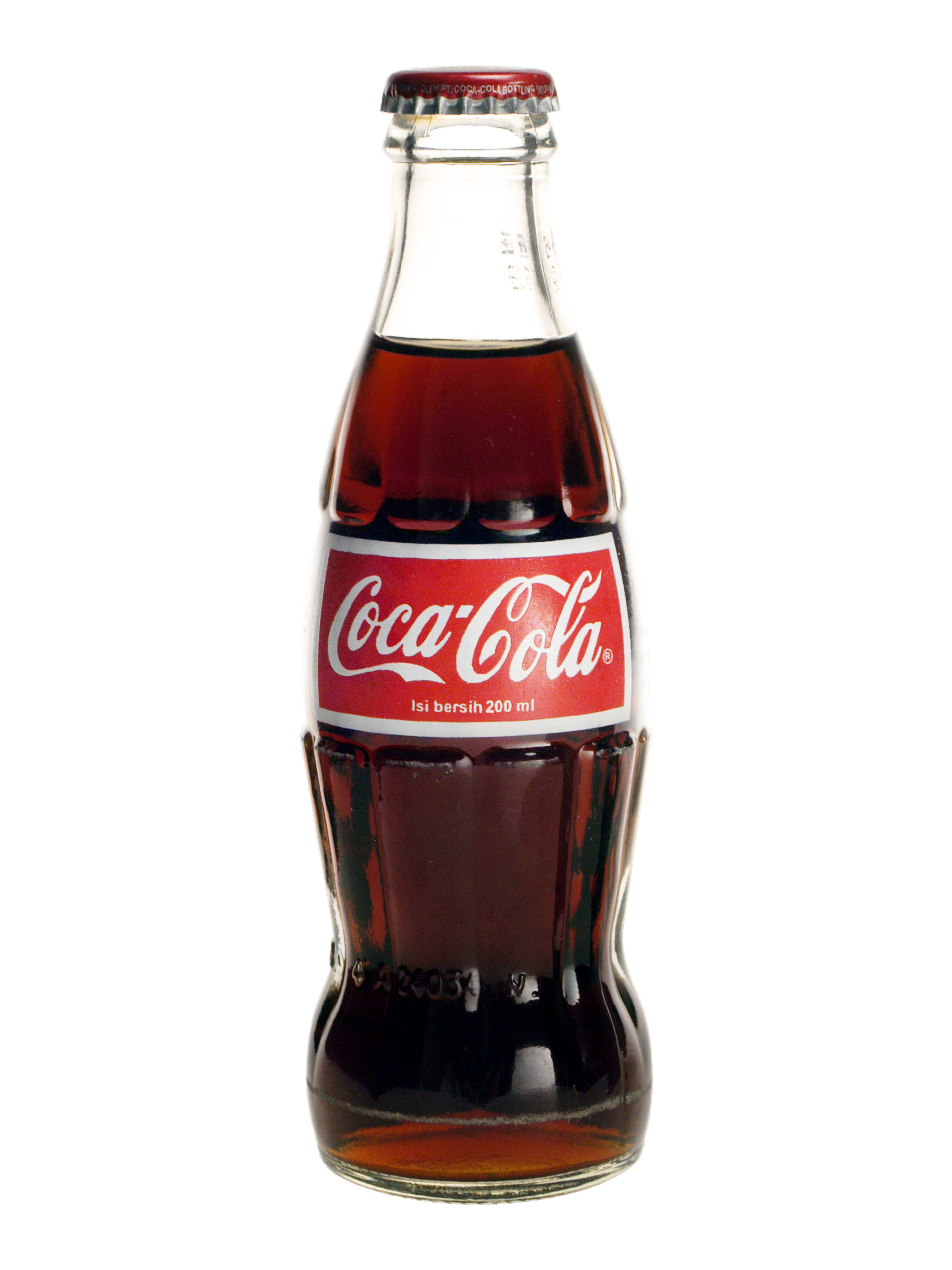
Bottiglietta Coca Cola
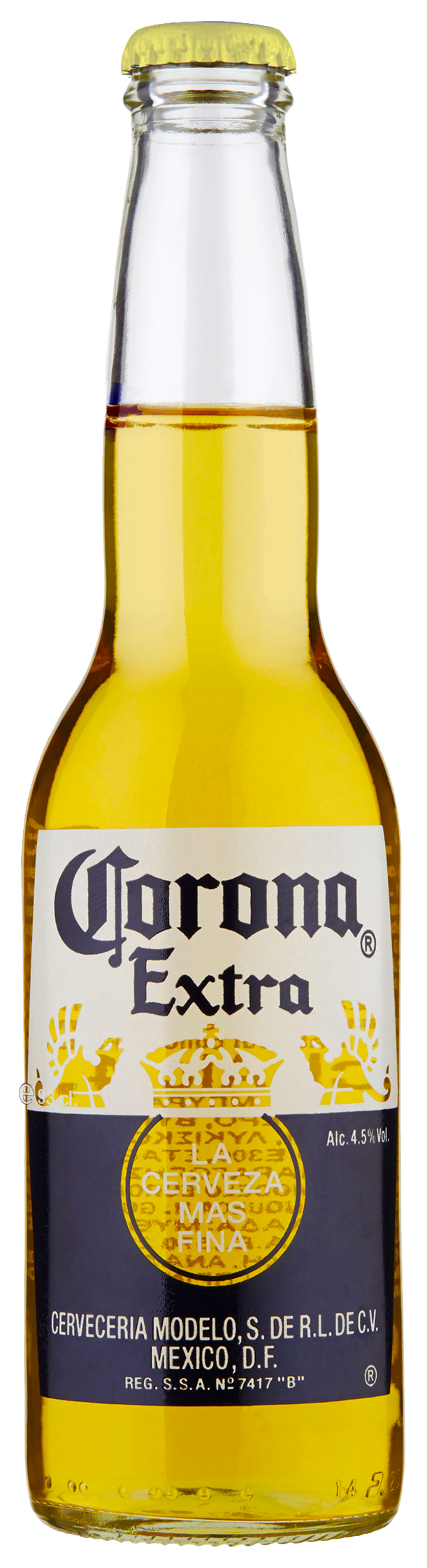
Birra Corona

## Il caso dei tessuti
Quando non si parlava di marchio di forma, i tessuti erano considerati “marchio figurativo bidimensionale”. Con l’affermazione del marchio di forma la giurisprudenza si è chiesta se i tessuti potevano considerarsi marchio di forma. Nel caso del famoso “tartan”, il tessuto scozzese di Burberry, ha stabilito che costituisce marchio di forma perché, nonostante sia un disegno ornamentale, lo speciale ornamento a scacchi è estrinseco al prodotto finito, arbitrario rispetto a esso e dotato di una elevatissima soglia di gradevolezza estetica. Questo significa che quel tessuto era immaginabile anche senza quell’ornamento a scacchi (estrinseco al prodotto finito) e poteva essere realizzato con qualsiasi altro disegno (arbitrario). Inoltre, lo speciale ornamento a scacchi è stato tanto apprezzato dai consumatori da indurli all’acquisto, essendone fortemente attratti (elevatissima soglia di gradevolezza estetica), oltre a identificare i prodotti come provenienti dalla nota maison, ancor prima di leggere “Burberry”.
La giurisprudenza ha ribadito questo orientamento anche nel caso del tessuto “Etrò”, noto per raffigurare l’albero sacro della Mesopotamia.

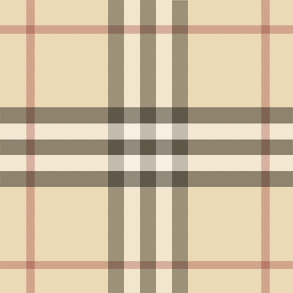
Tessuto Burberry

Nel caso dei tessuti intrecciati, invece, come la borsa di Bottega Veneta, è stata respinta la registrazione perché, anche se il tessuto di cuoio intrecciato utilizzato per fare la borsa è molto particolare e riconosciuto dal consumatore medio come identificativo delle borse prodotte dalla maison, forma un tutt'uno con il prodotto e come tale è una forma necessaria, che dà valore sostanziale al prodotto. Non si può immaginare quella borsa in particolare senza il cuoio intrecciato né si può considerare un materiale sostituibile per ottenere quell’effetto visivo o al tatto.